# کاونددرویشان

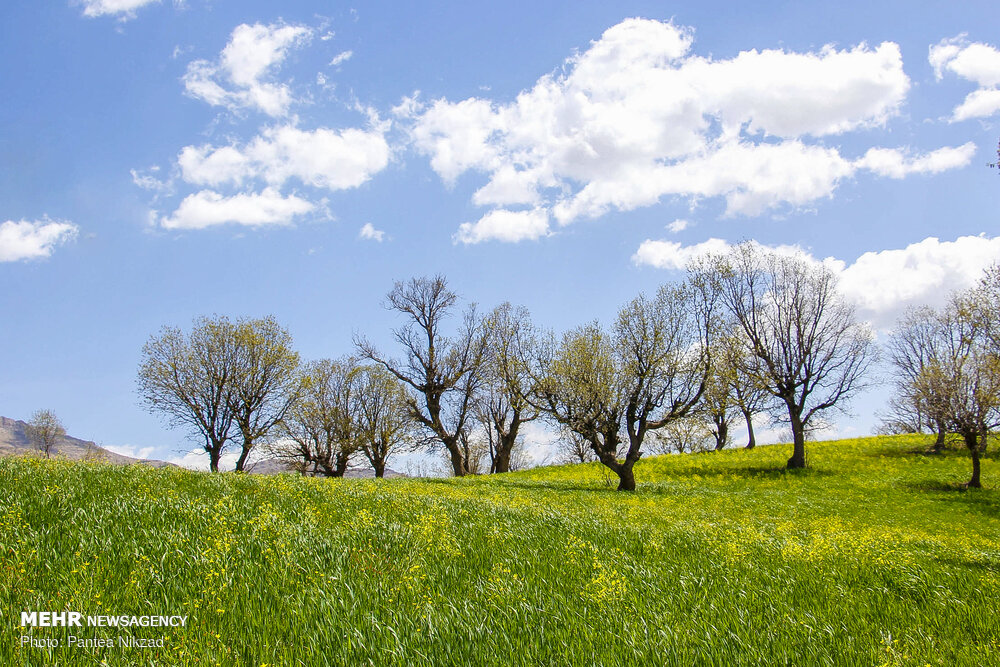
آب هوای این منطقه به دلیل وجود درختان و دشت‌های همیشه سبز بسیار زلال می‌باشد که همیشه برای گردشگران جذاب بوده‌است. و هرساله افراد زیادی برای سفر این مکان را انتخاب می‌کنند

کاوند درویشان، روستایی از توابع بخش مرکزی شهرستان اردل در استان چهارمحال و بختیاری است.

## جمعیت
این روستا در شهرستان اردل قرار دارد و براساس سرشماری مرکز آمار ایران در سال ۱۳۸۵، جمعیت آن ۳۹۶ نفر (۹۰خانوار) بوده‌است.